# Liste der Monuments historiques in Caurel (Marne)
Die Liste der Monuments historiques in Caurel führt die Monuments historiques in der französischen Gemeinde Caurel auf.

## Liste der Immobilien
| Bezeichnung     | Beschreibung           | Standort                  | Kennzeichnung | Schutzstatus | Datum | Bild           |
| --------------- | ---------------------- | ------------------------- | ------------- | ------------ | ----- | -------------- |
| Kirche St-Basle | ab dem 12. Jahrhundert | Place de la Mairie (Lage) | PA00078605    | Classé       | 1921  | weitere Bilder |

## Liste der Objekte
| Bezeichnung                     | Beschreibung           | Standort                      | Kennzeichnung | Schutzstatus | Datum | Bild |
| ------------------------------- | ---------------------- | ----------------------------- | ------------- | ------------ | ----- | ---- |
| Skulptur Madonna                | Stein, 15. Jahrhundert | in der Kirche St-Basle (Lage) | PM51000130    | Classé       | 1908  |      |
| Skulpturengruppe Anna selbdritt | Stein, 16. Jahrhundert | in der Kirche St-Basle (Lage) | PM51000131    | Classé       | 1908  |      |